# Hipermedia adaptativa
La hipermedia adaptativa (AH) utiliza hipermedia que se adapta según un modelo de usuario. A diferencia de los hipermedios tradicionales, donde a todos los usuarios se les ofrece el mismo conjunto de hipervínculos, los hipermedios adaptativos adaptan lo que se ofrece al usuario en función de un modelo de sus objetivos, preferencias y conocimientos, proporcionando así enlaces o contenidos más apropiados para el usuario actual.

## Antecedentes
Los hipermedios adaptativos se utilizan en sistemas educativos, de ayuda e información en línea, así como en sistemas de información institucional.
Los hipermedios educativos adaptativos ajustan a medida la información proporcionada a los alumnos según sus objetivos, capacidades, necesidades, intereses y conocimientos sobre el tema, proporcionando hipervínculos que son más relevantes para el usuario en un esfuerzo por dar forma a la carga cognitiva del usuario. Las herramientas de enseñanza se adaptan al alumno. Los sistemas de información en línea proporcionan acceso de referencia a la información para usuarios con niveles de conocimiento diferentes sobre el mismo tema.
Un sistema hipermedia adaptativo debe cumplir tres criterios: ser un sistema de hipertexto o hipermedia; tener un modelo de usuario y ser capaz de adaptar el contenido utilizando ese modelo.
Se hace una distinción semántica entre la adaptación, refiriéndose a los cambios impulsados por el sistema para la personalización, y la adaptabilidad, refiriéndose a los cambios impulsados por el propio usuario. Una forma de ver esto es que la adaptación es automática, mientras que la adaptabilidad no. Desde un punto de vista epistémico, la adaptación se puede describir como analítica, a priori, mientras que la adaptabilidad es sintética, a posteriori. En otras palabras, cualquier sistema adaptable que «contiene» a un humano es «inteligente» por defecto, mientras que un sistema adaptativo que presenta «inteligencia» es más sorprendente y por lo tanto más interesante.

## Arquitectura
Las categorías de sistemas en las que los distintos investigadores han aplicado el modelado de usuarios y la adaptabilidad comparten una arquitectura subyacente. La estructura conceptual de los sistemas adaptativos generalmente consta de componentes interdependientes: un modelo de usuario, un modelo de dominio y un modelo de interacción.

### Modelo de usuario
El modelo de usuario es una representación del conocimiento y las preferencias que el sistema «cree» que un usuario (que puede ser un individuo, un grupo de personas o agentes no humanos) posee. Es una fuente de conocimiento que es separable por el sistema del resto de su conocimiento y contiene suposiciones explícitas sobre el usuario. El conocimiento para el modelo de usuario puede ser adquirido implícitamente por hacer inferencias sobre los usuarios de su interacción con el sistema, llevando a cabo algún tipo de prueba, o de asignar usuarios a categorías genéricas de usuario, normalmente llamadas estereotipos. El modelo de estudiante consta de un perfil personal (que incluye datos estáticos, por ejemplo, nombre y contraseña), un perfil cognitivo (datos adaptables como preferencias) y un perfil de conocimiento del estudiante. Los sistemas pueden adaptarse dependiendo de las características de usuario como:
- objetivos (una característica relacionada con el contexto del trabajo de un usuario en hipermedia)
- conocimiento (conocimiento del sujeto representado en el hiperespacio)
- antecedentes (toda la información relacionó a la experiencia anterior del usuario fuera del tema del sistema hipermedia que sea bastante pertinente para ser considerada)
- experiencia hiperespacial (qué tan familiarizado está el usuario con la estructura del hiperespacio y con qué facilidad puede navegar por él)
- preferencias (el usuario puede preferir algunos nodos y enlaces encima otros y algunas partes de una página sobre otras).

### Modelo de dominio
El modelo de dominio define los aspectos de la aplicación que pueden ser adaptados o que son requeridos para la operación del sistema adaptativo. El modelo de dominio contiene varios conceptos que sirven como eje central del contenido del sistema. Otros términos que se han utilizado para este concepto son modelo de contenido, modelo de aplicación, modelo de sistema, modelo de dispositivo y modelo de tarea. Describe el contenido educativo, como páginas de información, ejemplos y problemas. El modelo de contenido más sencillo relaciona cada elemento de contenido con exactamente un concepto de dominio (en este modelo, este concepto se denomina con frecuencia un tema de dominio). Los modelos de contenido más avanzados utilizan la indexación de múltiples conceptos para cada elemento de contenido y, a veces, utilizan roles para expresar la naturaleza de la relación elemento-concepto.
Un modelo de dominio cognitivamente válido debe capturar descripciones de la aplicación en tres niveles, concretamente:
1. El nivel de tarea que hace que el usuario sea consciente del propósito del sistema.
2. El nivel lógico que describe cómo funciona algo.
3. El nivel físico que describe cómo hacer algo.

Cada concepto de contenido tiene un conjunto de temas. Los temas representan piezas de conocimiento individuales para cada dominio y el tamaño de cada tema varía en relación con el dominio particular. Además, los temas están vinculados entre sí formando una red semántica. Esta red es la estructura del dominio del conocimiento.

### Modelo de interacción
El modelo de interacción o adaptación contiene todo lo relativo a las relaciones que existen entre la representación de los usuarios (el modelo de usuario) y la representación de la aplicación (el modelo de dominio). Muestra información al usuario en función de sus preferencias cognitivas. Por ejemplo, el módulo dividirá el contenido de una página en trozos con condiciones establecidas para que sólo se muestre a determinados usuarios o preparará dos variantes de una misma página de concepto con una condición similar.
Los dos aspectos principales del modelo de interacción son la captura de los datos brutos apropiados y la representación de las inferencias, adaptaciones y evaluaciones que puedan ocurrir.
La adaptación a nivel de contenido y a nivel de enlace se distinguen como dos clases diferentes de adaptación hipermedia; la primera se denomina presentación adaptativa y la segunda, soporte de navegación adaptativa.

#### Presentación adaptativa
La idea de diversas técnicas de presentación adaptativa es amoldar el contenido de una página a la que accede un usuario particular según sus conocimientos actuales, sus objetivos y otras características del propio usuario. Por ejemplo, un usuario cualificado puede recibir información más detallada y profunda, mientras que un principiante puede recibir explicaciones adicionales. La presentación de texto adaptable es la tecnología de adaptación hipermedia más estudiada. Existen diversas técnicas para la presentación adaptativa de textos.

#### Soporte de navegación adaptativa
La idea de las técnicas de soporte de navegación adaptativa es ayudar a los usuarios a encontrar su camino en el hiperespacio adaptando la forma de presentar los enlaces a los objetivos, el conocimiento y otras características de un usuario individual. Esta área de investigación es más reciente que la presentación adaptativa; ya se han sugerido e implementado varias técnicas interesantes. Se distinguen cuatro tipos de presentación de enlaces que se diferencian en lo que se puede modificar y adaptar:
- Enlaces locales no contextuales: que incluye todo tipo de enlaces en páginas hipermedia normales que son independientes del contenido de la página.
- Enlaces contextuales o enlaces de «hipertexto real»: que incluye «palabras clave» en textos, «puntos clave» en imágenes y otros tipos de enlaces que están incrustados en el contexto del contenido de la página y no se pueden eliminar de él.
- Enlaces desde páginas de índice y de contenido: una página de índice o de contenido puede considerarse un tipo especial de página que contiene únicamente enlaces.
- Enlaces en mapas locales y enlaces en mapas de hiperespacio globales: los mapas suelen representar gráficamente un hiperespacio o un área local del hiperespacio como una red de nodos conectados por flechas.[5]

### Métodos
Los métodos de adaptación se definen como generalizaciones de técnicas de adaptación existentes. Cada método se basa en una idea clara de adaptación que puede presentarse a nivel conceptual.

#### Adaptación de contenidos
- Explicaciones adicionales: oculta partes de información sobre un concepto particular que no son relevantes para el nivel de conocimiento del usuario sobre este concepto.
- Explicaciones previas: antes de presentar una explicación de un concepto, el sistema inserta explicaciones de todos sus conceptos previos que no son suficientemente conocidos por el usuario.
- Explicaciones comparativas: si se conoce un concepto similar al concepto que se presenta, el usuario recibe una explicación comparativa que enfatiza las similitudes y diferencias entre el concepto actual y el relacionado.
- Variantes de explicación: supone que mostrar u ocultar alguna parte del contenido no siempre es suficiente para la adaptación porque diferentes usuarios pueden necesitar información esencialmente diferente.
- Clasificación: los fragmentos de información sobre el concepto se clasifican desde la información más relevante para los antecedentes y conocimientos del usuario hasta la información menos relevante.[12]

#### Adaptación de enlaces
- Orientación global: el sistema sugiere rutas de navegación a escala global.
- Orientación local: el sistema sugiere el siguiente paso a seguir, por ejemplo mediante un botón «siguiente» o «continuar».
- Soporte de orientación local: el sistema presenta una descripción general de una parte de la estructura (de enlace) del hiperespacio.
- Soporte de orientación global: el sistema presenta una descripción general de toda la estructura (de enlace) del hiperespacio.
- Gestión de vistas personalizadas en espacios de información: cada vista puede ser una lista de enlaces a todas las páginas o subpartes de todo el hiperespacio que son relevantes para un objetivo de trabajo particular.[12]

### Técnicas
Las técnicas de adaptación se refieren a métodos para proporcionar adaptación en sistemas de hipermedia adaptativa existentes.

#### Adaptación de contenidos
- Texto condicional: con esta técnica, toda la información posible sobre un concepto se divide en varios fragmentos de texto. Cada fragmento está asociado a una condición en el nivel de conocimiento del usuario representado en el modelo de usuario. Al presentar la información sobre el concepto, el sistema presenta solo los fragmentos en los que la condición es verdadera.
- Texto extensible: se activan y desactivan diferentes partes del contenido según el nivel de conocimiento del usuario.
- Variantes de página: el sistema mantiene dos o más variantes de la misma página con diferentes presentaciones del mismo contenido. Es la técnica de presentación adaptativa más simple.
- Variantes de fragmentos: el sistema almacena varias variantes de explicaciones para cada concepto y el usuario obtiene la página que incluye variantes correspondientes a su conocimiento sobre los conceptos presentados en la página.
- Técnicas basadas en marcos: toda la información sobre un concepto en particular se representa en forma de marco. Los espacios de un marco pueden contener varias variantes explicativas del concepto, enlaces a otros marcos, ejemplos, etc. Se utilizan reglas de presentación especiales para decidir qué espacios deben presentarse a un usuario en particular y en qué orden.[5]

#### Adaptación de enlaces
- Orientación directa: se muestra el siguiente nodo que el usuario debe visitar, por ejemplo, mediante un botón «siguiente» o «continuar».
- Ordenación de enlaces: todos los enlaces de una página determinada se ordenan según el modelo de usuario y algunos criterios orientados a objetivos: cuanto más hacia la parte superior de la página, más relevante es el enlace.
- Ocultación de enlaces: se ocultan enlaces a páginas no relevantes cambiando su color al del texto normal.
- Anotación de enlace: para ampliar el enlace con algún tipo de comentario que le diga al usuario más sobre el estado actual de las páginas a las que se refieren los enlaces anotados.
- Deshabilitar enlace: se elimina la funcionalidad de un enlace.
- Eliminación de enlaces: se eliminan los enlaces no deseados (no relevantes o que aún no están listos para leer).
- Adaptación del mapa: se adapta el contenido y la presentación de un mapa de la estructura de enlaces del hiperespacio.[12]

## Creación de hipermedia adaptativa
La creación de hipermedia adaptativa utiliza procesos de diseño y creación de contenido, normalmente en forma de un modelo de dominio y de colección de recursos, y un comportamiento adaptativo, normalmente en forma de reglas condicionales. Recientemente, se han propuesto lenguajes de adaptación para aumentar la generalidad. Como los hipermedia adaptativos se adaptan al menos al usuario, la creación de hipermedia adaptativa comprende al menos un modelado de usuario, y también puede incluir otros aspectos.

### Problemas
Durante mucho tiempo se consideró que la creación de hipermedia adaptativa era algo secundario respecto de la distribución de hipermedia adaptativa. Esto no era sorprendente en las primeras etapas de la hipermedia adaptativa, cuando el foco estaba puesto en la investigación y la expansión. Ahora que la hipermedia adaptativa ha alcanzado cierta madurez, la cuestión es sacarla a la comunidad y dejar que las distintas partes interesadas aprovechen los beneficios. Sin embargo, la creación y la creación de hipermedia no es algo trivial. A diferencia de la creación tradicional de hipermedia y la web, no basta con una línea argumental lineal. En cambio, hay que crear varias alternativas para el material dado. Por ejemplo, si se debe impartir un curso tanto a estudiantes visuales como verbales, se deben crear al menos dos versiones perfectamente equivalentes del material en forma visual y verbal, respectivamente. Además, se debe crear una estrategia de adaptación que establezca que el contenido visual se debe entregar a los estudiantes visuales, mientras que el contenido verbal se debe entregar a los estudiantes verbales. Por lo tanto, los autores no solo deben poder crear diferentes versiones de su contenido, sino también especificar (y en algunos casos, diseñar desde cero) estrategias de adaptación para la distribución de contenidos. Los problemas a los que se enfrenta la creación de hipermedia adaptativa son:
- Creación de un lenguaje de intercambio para el contenido.
- Creación de un lenguaje de intercambio para la adaptación.
- Creación de un marco para la adaptación.
- Estandarización de los procesos de adaptación.

### Marcos de creación de AH
Ya existen algunos enfoques para ayudar a los autores a construir sistemas basados en hipermedia adaptativa. Sin embargo, existe una fuerte necesidad de enfoques, formalismos y herramientas de alto nivel que respalden y faciliten la descripción de hipermedia y sitios web adaptativos reutilizables. Dichos modelos comenzaron a aparecer como por ejemplo, el modelo AHAM de hipermedia adaptativa, o el marco LAOS para la creación de hipermedia adaptativa. Además, recientemente se ha notado un cambio en el interés, ya que se hizo más claro que el enfoque orientado a la implementación mantendría para siempre a los hipermedia adaptativos lejos del autor no experto. No se puede esperar que el creador de hipermedia adaptativa conozca todas las facetas del proceso. Aun así, se puede confiar razonablemente en que sea un experto en una de estas facetas. Por ejemplo, es razonable esperar que haya expertos en contenido (como, por ejemplo, expertos en química). Es razonable esperar, para los hipermedia educativos adaptativos, que haya expertos en pedagogía, que puedan agregar metadatos pedagógicos al contenido creado por expertos en contenido. Por último, es razonable esperar que los expertos en adaptación sean los encargados de crear la implementación de las estrategias de adaptación y de las descripciones (metadatos) de tal naturaleza que puedan ser entendidas y aplicadas por autores no especializados. Este tipo de división del trabajo determina las diferentes personalidades de autor que se espera que colaboren en el proceso de creación de hipermedia adaptativa. Además, las contribuciones de estas diversas personalidades corresponden a los diferentes módulos que se esperan en los sistemas de hipermedia adaptativa.

## Historia
A principios de los años 1990, las dos áreas principales (el hipertexto y el modelado de usuarios) habían alcanzado un nivel de madurez que permitía que la investigación en estas áreas se explorase en conjunto. Muchos investigadores habían reconocido los problemas del hipertexto estático en diferentes áreas de aplicación y habían explorado varias formas de adaptar la salida y el comportamiento de los sistemas de hipertexto para satisfacer las necesidades de los usuarios individuales. Varios de los primeros artículos sobre hipermedia adaptativa se publicaron en la revista User Modeling and User-Adapted Interaction (UMUAI); el primer taller sobre hipermedia adaptativa se celebró durante una conferencia sobre modelado de usuarios; y en 1996 se publicó un número especial de UMUAI sobre hipermedia adaptativa. Se habían desarrollado varias técnicas innovadoras de hipermedia adaptativa y se habían construido y evaluado varios sistemas de hipermedia adaptativa a nivel de investigación.
Después de 1996, la hipermedia adaptativa creció rápidamente. Los equipos de investigación comenzaron proyectos en hipermedia adaptativa y muchos estudiantes eligieron el área temática para sus tesis doctorales. Se publicó un libro sobre hipermedia adaptativa y un número especial de la 'New Review of Hypermedia and Multimedia (1998). Dos factores principales explicaron este crecimiento. Debido a la diversidad de la audiencia, Internet impulsó la investigación sobre adaptabilidad. Casi todos los artículos publicados antes de 1996 describen hipertexto e hipermedia clásicos anteriores a la Web; la mayoría de los artículos publicados desde 1996 están dedicados a sistemas de hipermedia adaptativos basados en la Web. El segundo factor fue la acumulación y consolidación de la experiencia de investigación en el campo. Los primeros artículos proporcionaban pocas referencias a trabajos similares en hipermedia adaptativa y describían sistemas de laboratorio originales desarrollados para demostrar y explorar ideas innovadoras. Después de 1996, los artículos citan trabajos anteriores y generalmente sugieren sistemas del mundo real o sistemas de investigación desarrollados para entornos del mundo real mediante la elaboración o extensión de técnicas sugeridas anteriormente. Esto es indicativo de la relativa madurez de la hipermedia adaptativa como dirección de investigación.